# Cresques Abraham
Cresques Abraham (Palma, 1325 - 1387) fou un cartògraf mallorquí d'origen jueu, d'ofici bruixoler, rellotger i constructor d'instruments nàutics. Protegit pels reis Pere III, Joan I i Martí I, deixà una nodrida sèrie de cartes geogràfiques fetes per ell, avui perdudes, bé que li'n són atribuïdes d'anònimes, alguna amb prou fonament com el notable Atles català del 1375, en la confecció del qual fou ajudat pel seu fill Jafudà Cresques.
La seva vida és poc coneguda. Era fill d'Abraham Vidal, fill de Vidal Cresques, que fou secretari de l'aljama de Mallorca en 1318. Fou un dels caps de fila de l'escola mallorquina de cartografia, el moment àlgid de la qual se situa al segle xiv. Era mestre de les cartes del rei d'Aragó. El fet que fos l'autor de l'Atles català, present a les col·leccions del rei de França Carles V el 1380, continua sent incert, però se sap que satisfiu encàrrecs similars als anys 1380 per als reis de França i d'Aragó. El seu fill Jafudà Cresques, anomenat Jaume Riba (Jacobus Ribes) després de la seva conversió al catolicisme el 1391 (durant la Revolta mallorquina de 1391), va ser mestre de les cartes nàutiques de la Corona d'Aragó.
Al nord de l'illa de Mallorca, una muntanya submergida porta el nom de mont dels Cresques en homenatge a ell i al seu fill.

## Obres
L'Atles Català és l'obra que s'atribueix a Cresques amb una major seguretat, però els investigadors també han suggerit que almenys cinc mapes més podien ser obra seva, del seu fill o del seu taller. Igual com l'Atles Català, els cinc mapes (quatre cartes portolanes i un fragment de mapamundi) no estan signats ni datats; s'estima que la seva data de creació seria entre el 1375 i el 1400. Algunes fonts li atribueixen també la Bíblia Farhi.
- Atles Català, ca. 1375, 6 panells, mapa de l'oceà Atlàntic fins a la Xinaconservat a la Biblioteca Nacional de França de París.
- Carta veneciana, cartografia portolana conservada a la Biblioteca Veneciana de Venècia.
- Carta florentina, cartografia portolana conservada a la Biblioteca Nacional Central de Florència.
- Carta napolitana, cartografia portolana conservada a la Biblioteca Nazionale Vittorio Emanuele III de Nàpols.
- Mapa d'Istanbul, fragment d'un mapamundi conservat al palau de Topkapı d'Istanbul.
- Carta de París, cartografia portolana conservada a la Biblioteca Nacional de França de París.
- Bíblia Farhi, 1383, manuscrit medieval en hebreu que reprodueix la Bíblia.[1]

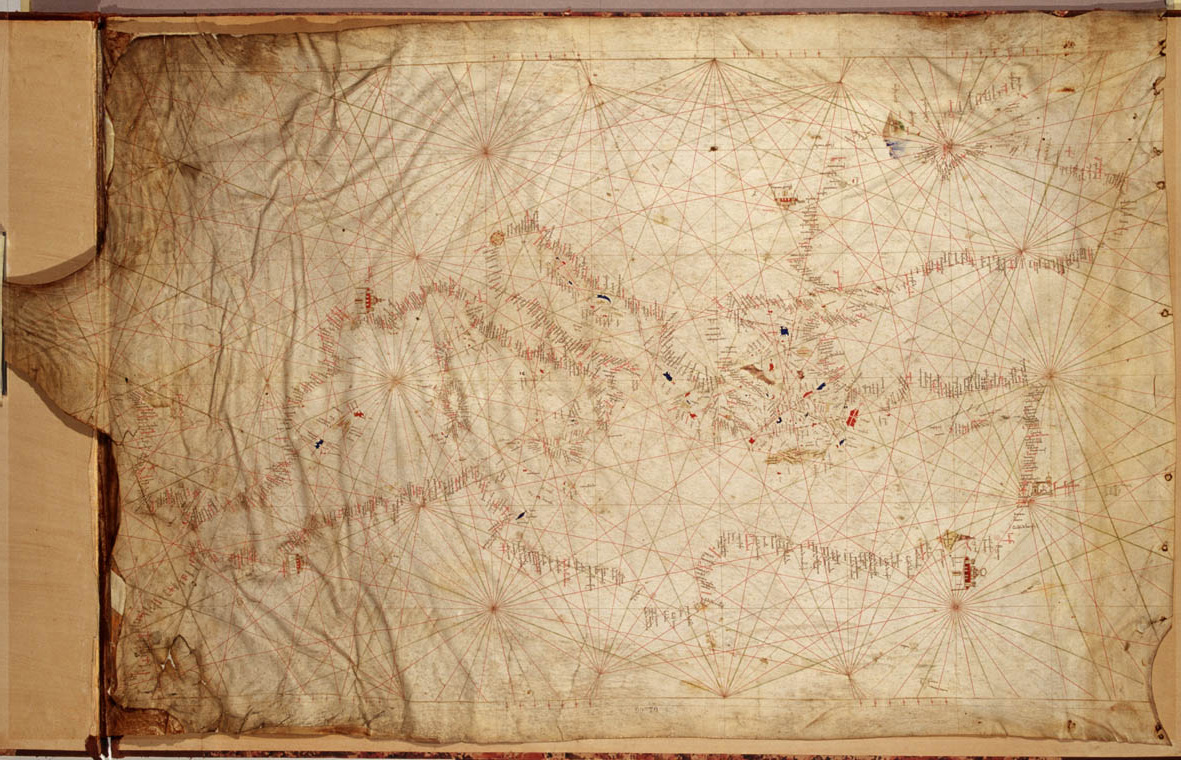
Carta veneciana
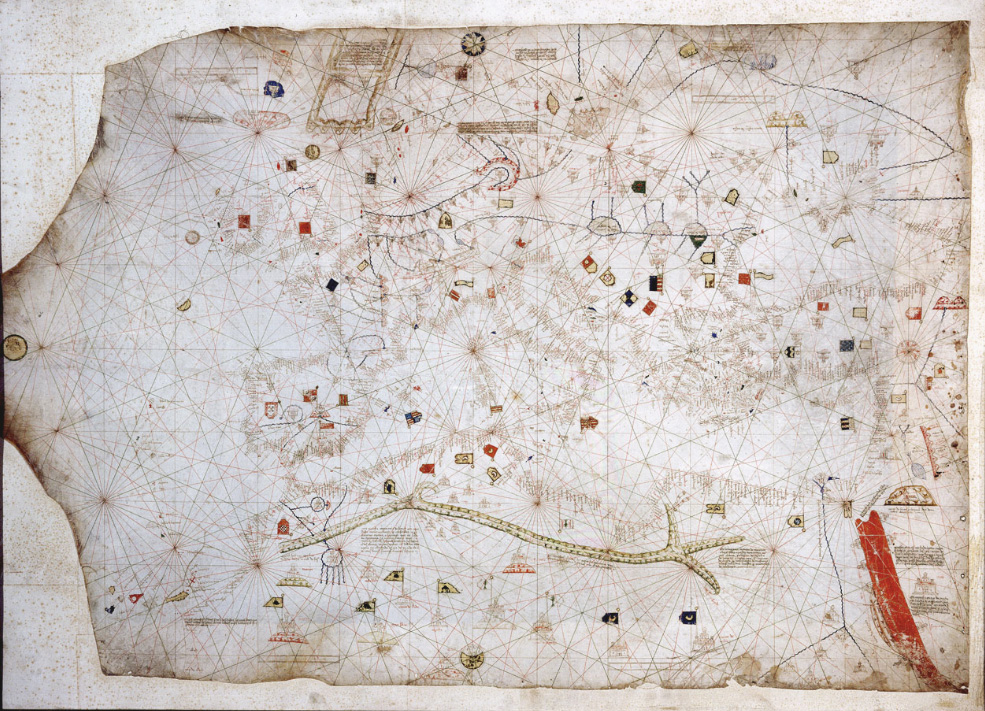
Carta napolitana
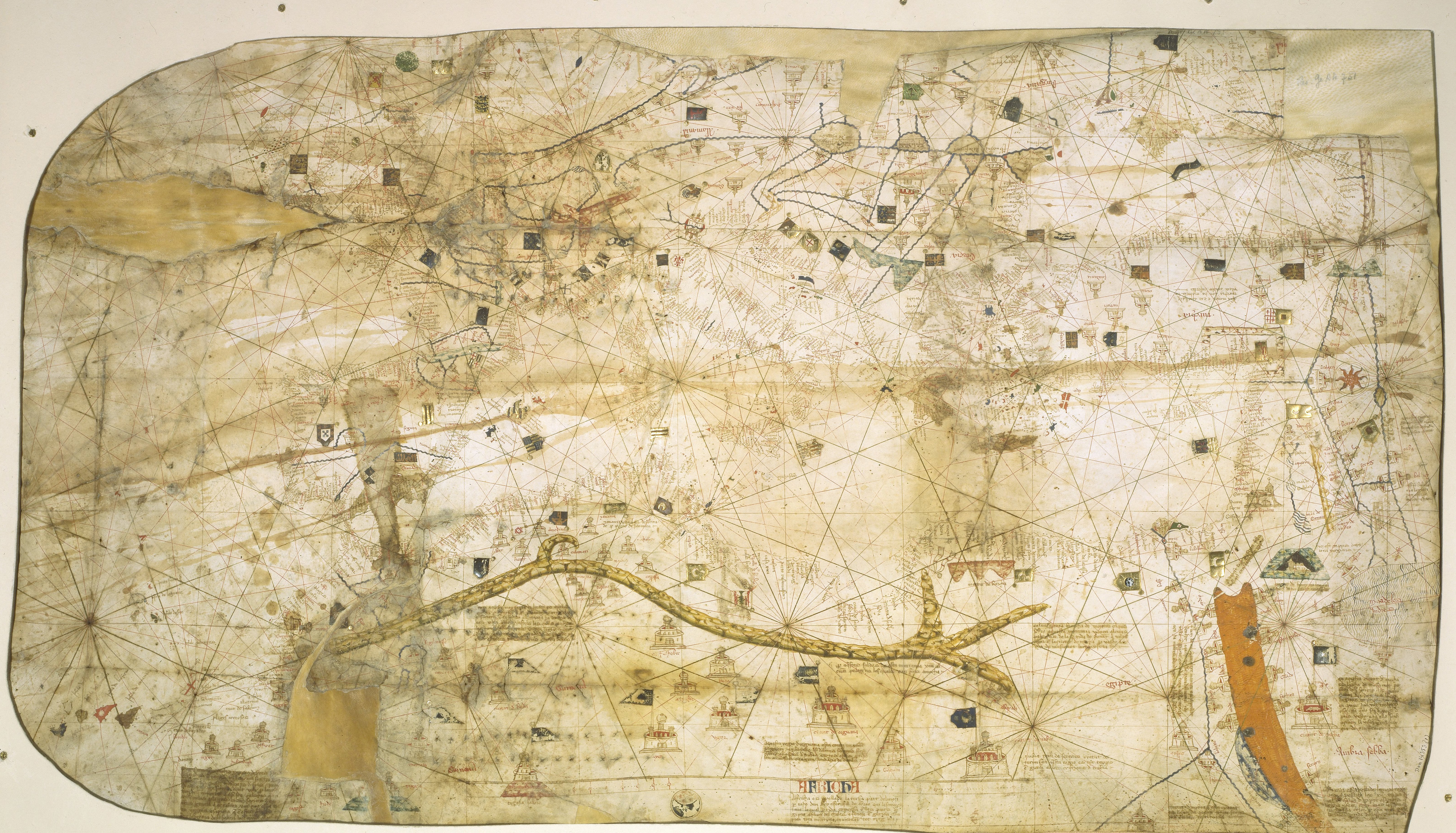
Carta de París